# Altolebos
Der Altolebos ist ein osttimoresischer Berg im Suco Lebos (Verwaltungsamt Lolotoe, Gemeinde Bobonaro). Sein Gipfel befindet sich im Osten der Aldeia Mapelai. Er hat eine Höhe von 1148 m und liegt östlich des Dorfes Ibuk. Im Nordosten befindet sich der Berg Luagebek (1089 m), südwestlich der Basalu (1101 m). Östlich des Altolebos liegt das Quellgebiet des llatil, eines Nebenflusses des Ruiketan.